# Vučak (Donja Stubica)
 Vučak  falu Horvátországban Krapina-Zagorje megyében. Közigazgatásilag Donja Stubicához tartozik.

## Fekvése
Zágrábtól 26 km-re északra, községközpontjától 6 km-re északkeletre a Horvát Zagorje területén a megye déli részén fekszik.

## Története
A településnek 1857-ben 264, 1910-ben 380 lakosa volt. Trianonig Zágráb vármegye Stubicai járásához tartozott.  2001-ben 484 lakosa volt.

## Külső hivatkozások
Donja Stubica város honlapja